# Carini
Carini település Olaszországban, Szicília régióban, Palermo megyében. Lakosainak száma 39 773 fő (2023. január 1.). Carini Capaci, Cinisi, Giardinello, Monreale, Montelepre, Partinico, Terrasini és Torretta községekkel határos.

## Fekvése
Palermotól északnyugatra, a tengertől kissé beljebb fekvő település.

## Története
Karini helyén egykor az ősi Hykkara állt, mely i.e. 415-ben elpusztult. A mai város 1000 körül épült, nevét a felette magasodó sziklafalon őrködő várról (Castello di Carini) kapta. Az arabok később elpusztították, de újjáépítették. Valószínűleg már az arab idők alatt, volt itt egy megerősített terület, a Kasteil Carini tanúskodik a normannok ittlétéről. A kastély 1283-tól az Abate, a Chiaramonte és a La Grua családok és a fejedelem tulajdona volt.

## Nevezetességek
- Katakombák - A településen található a Villagrazia di Carini, egy kora keresztény katakomba, mely jelenleg régészeti kutatás alatt áll, és talán Szicíliában a legnagyobb. A katakombát a 19. században fedezték fel, de több feltárást eddig itt nem végeztek. A palermói egyetem professzora, Rosa Maria Carra Bonacasa irányítása alatt álló vizsgálatok még folyamatban vannak. A részleges használata nyilvánvalóan a középkorban és a korai modern időkben is valószínűsíthető, például raktárként.

- Kastély - arab-normann eredetű, a 14. században újjáépítették, jelenlegi formáját a 16. században kapta. Ma az önkormányzat tulajdonában van, főleg kulturális eseményekhez.
- Plébániatemplom (Madrice), a XVIII. Század végén álló épület.

## Galéria

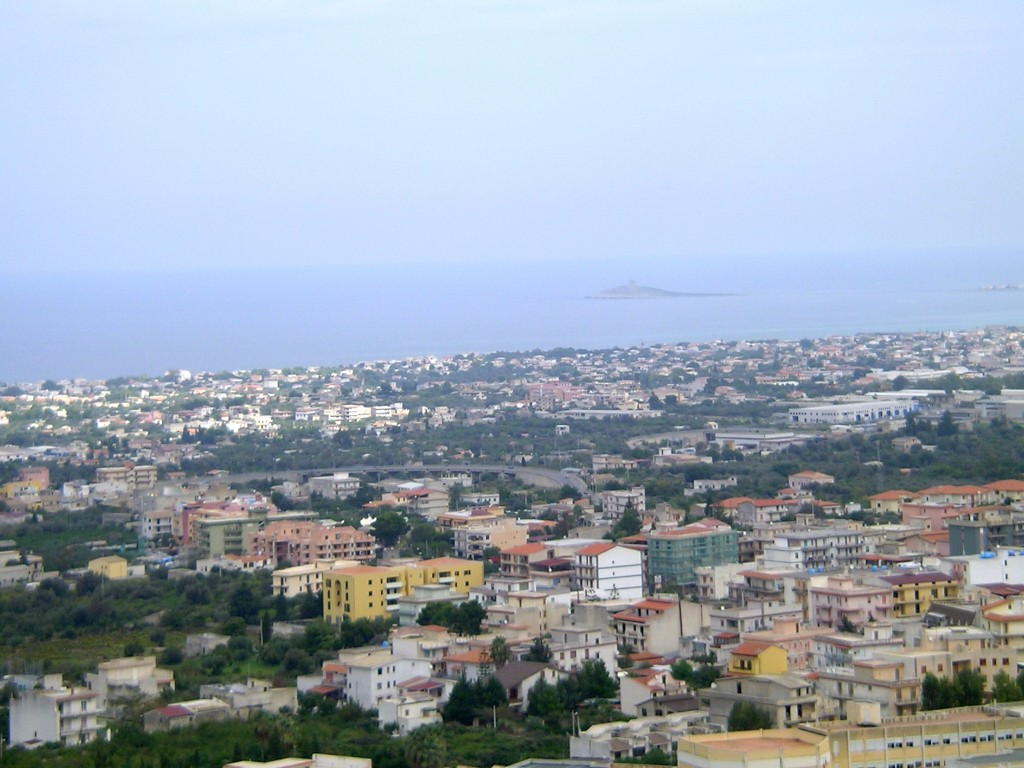
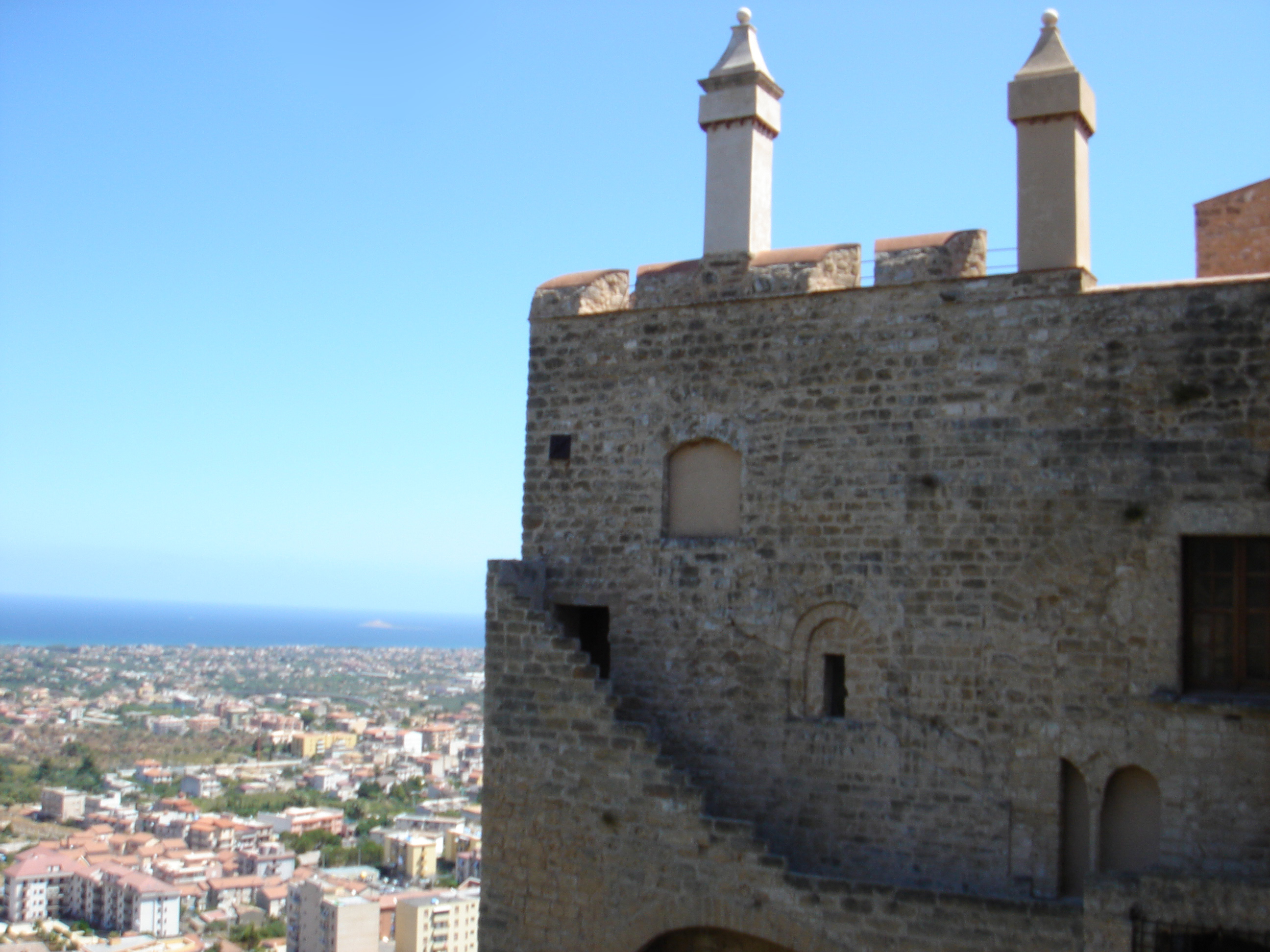
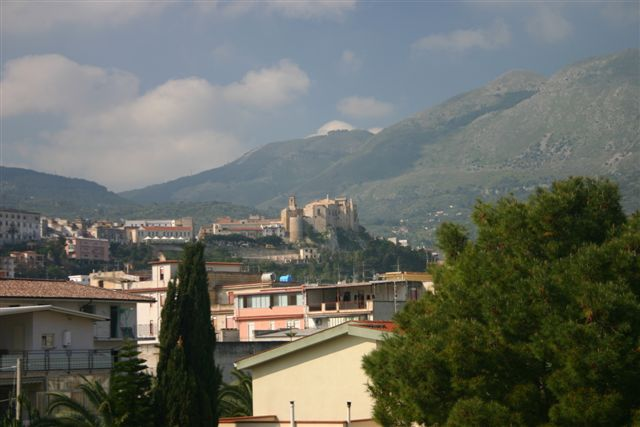
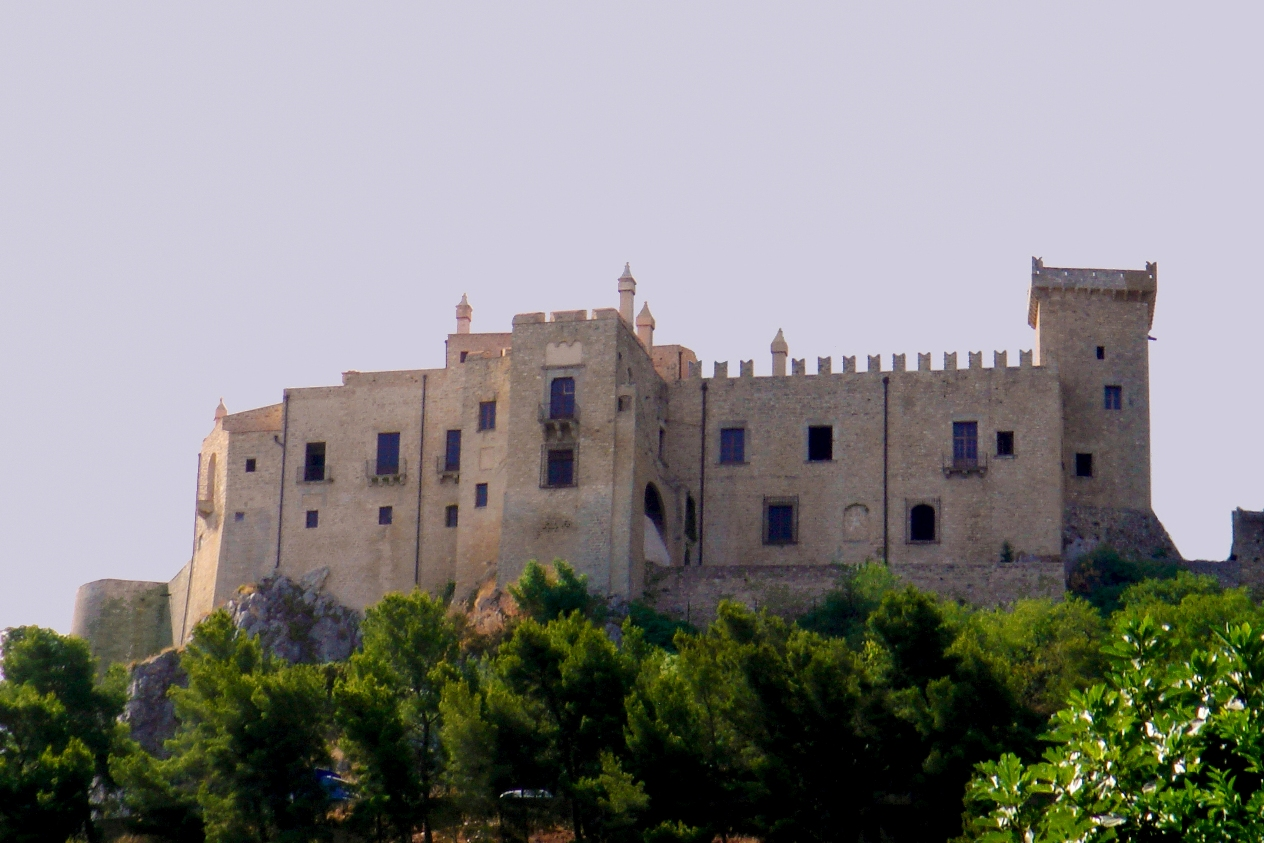
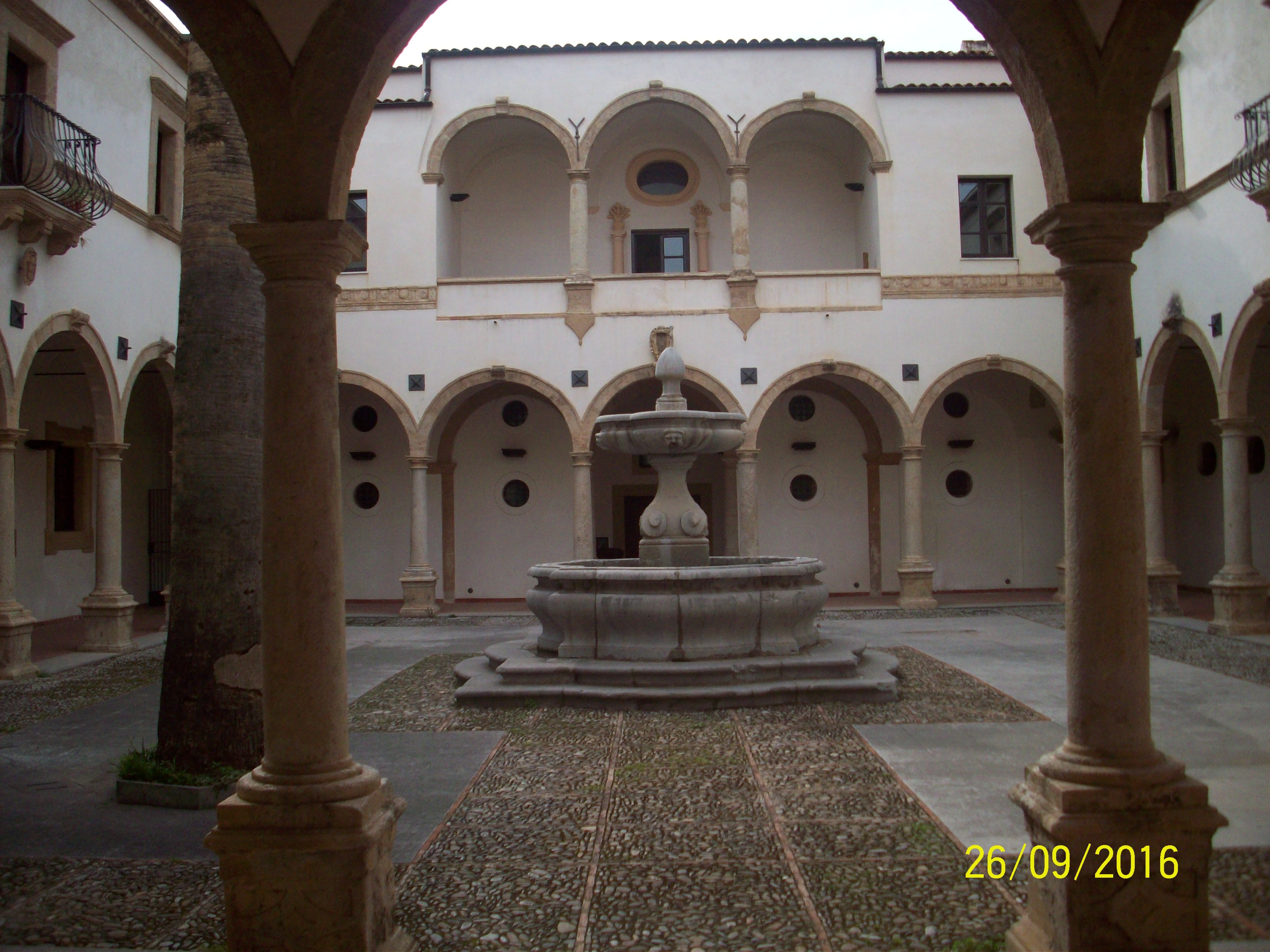
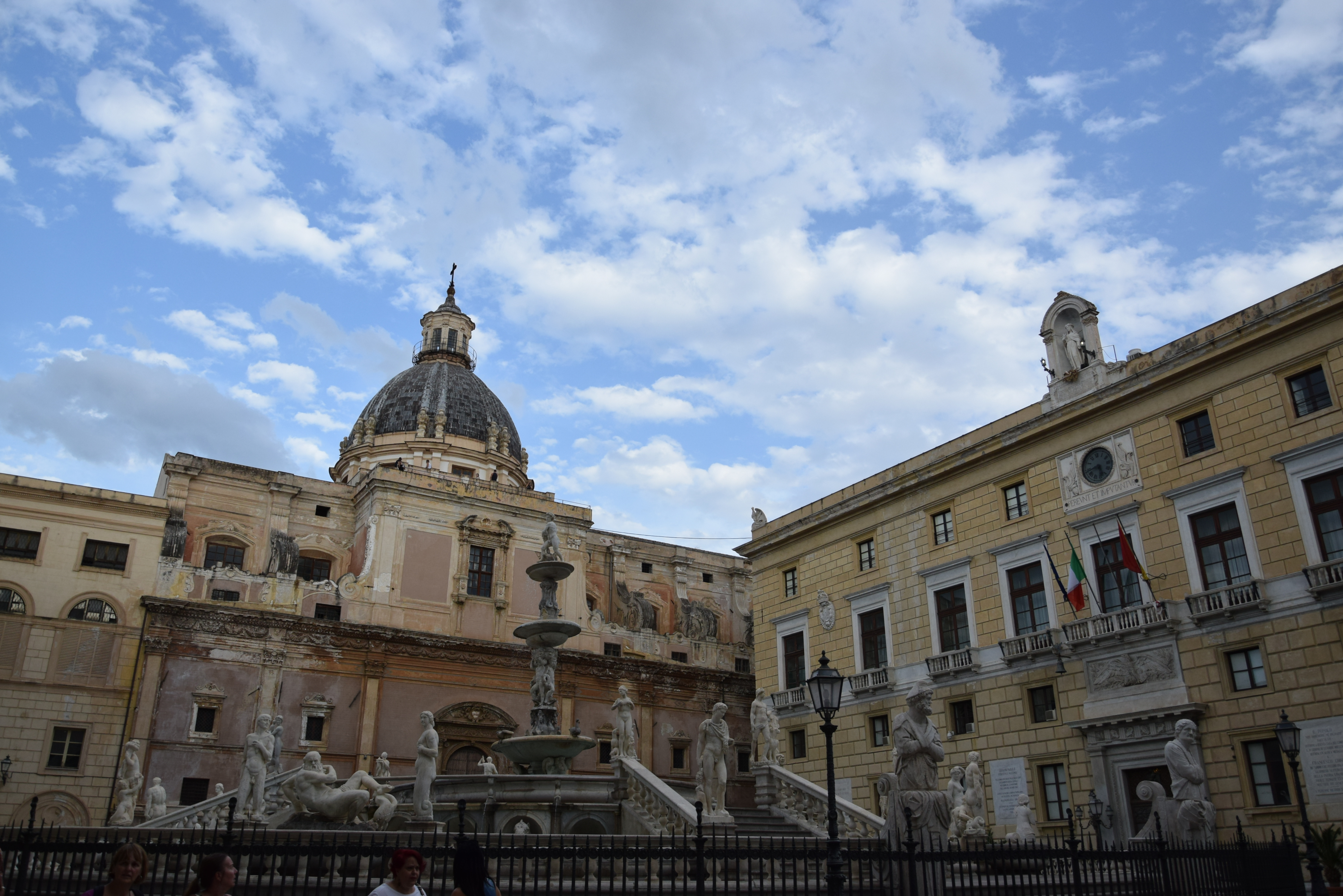
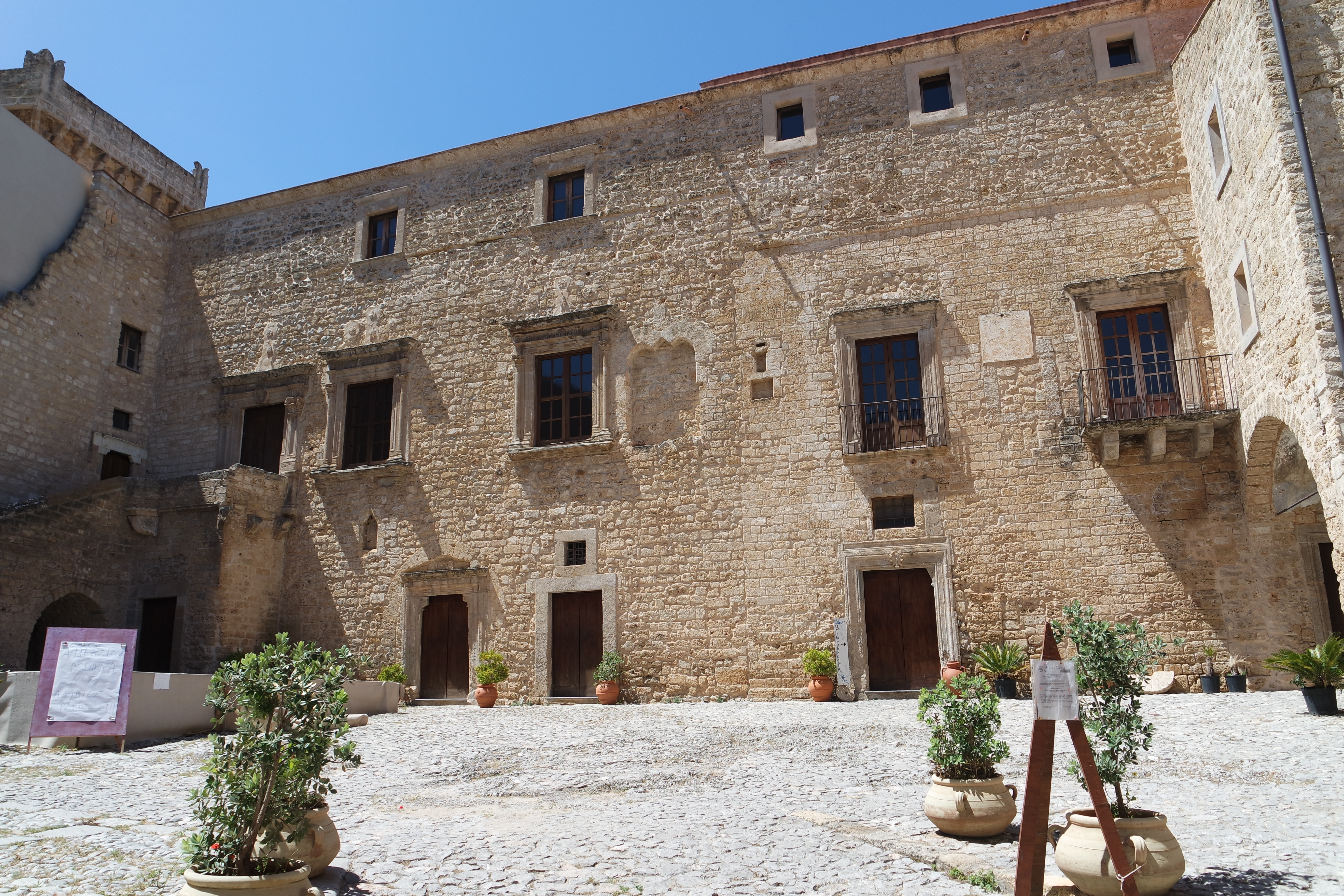
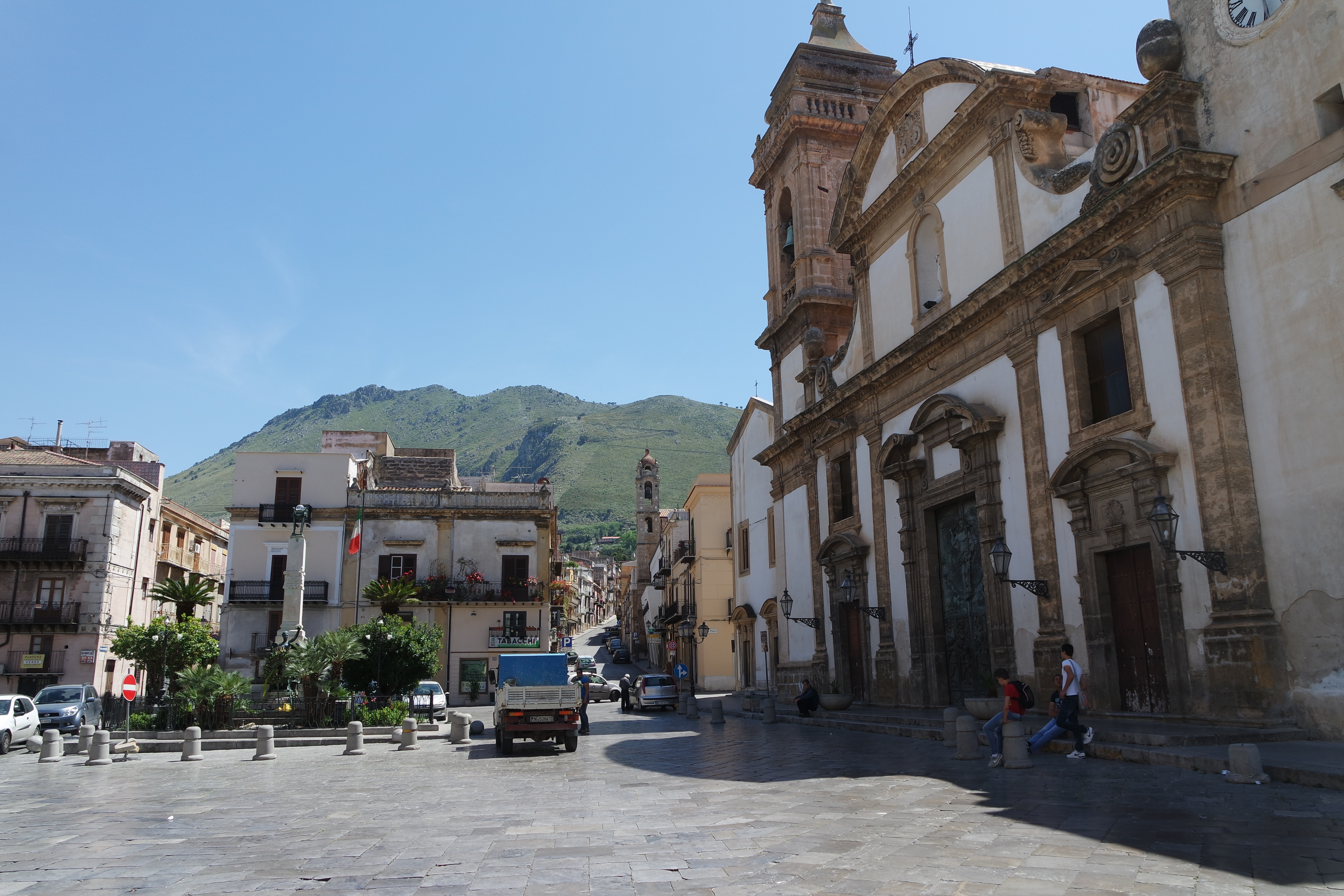
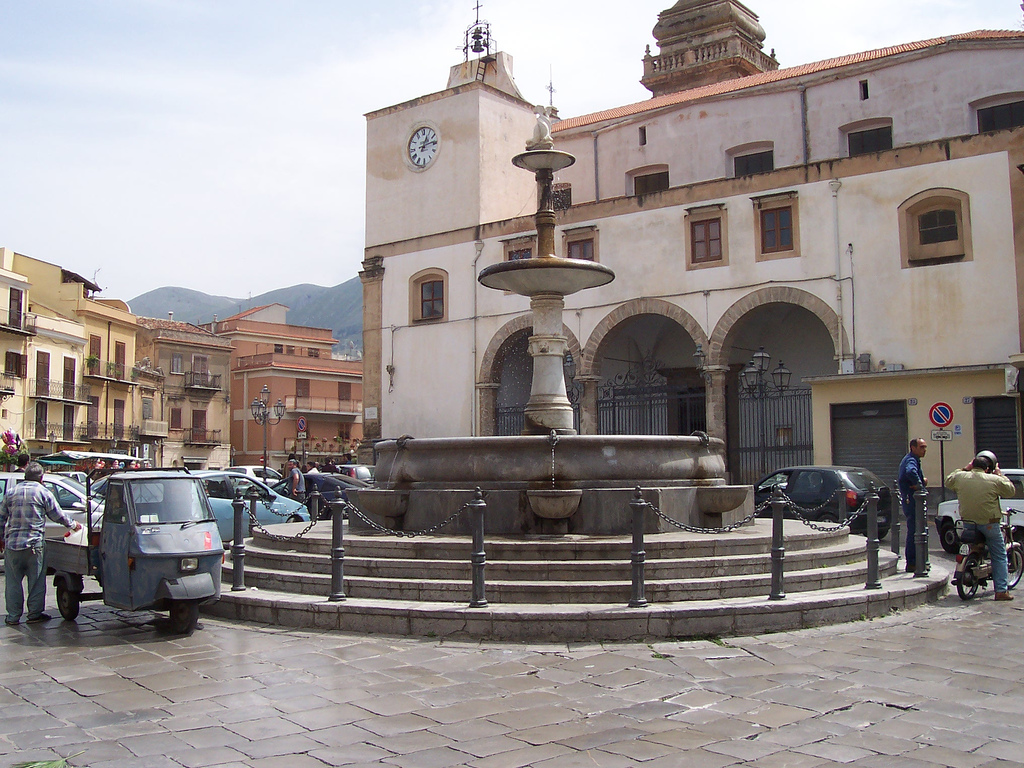
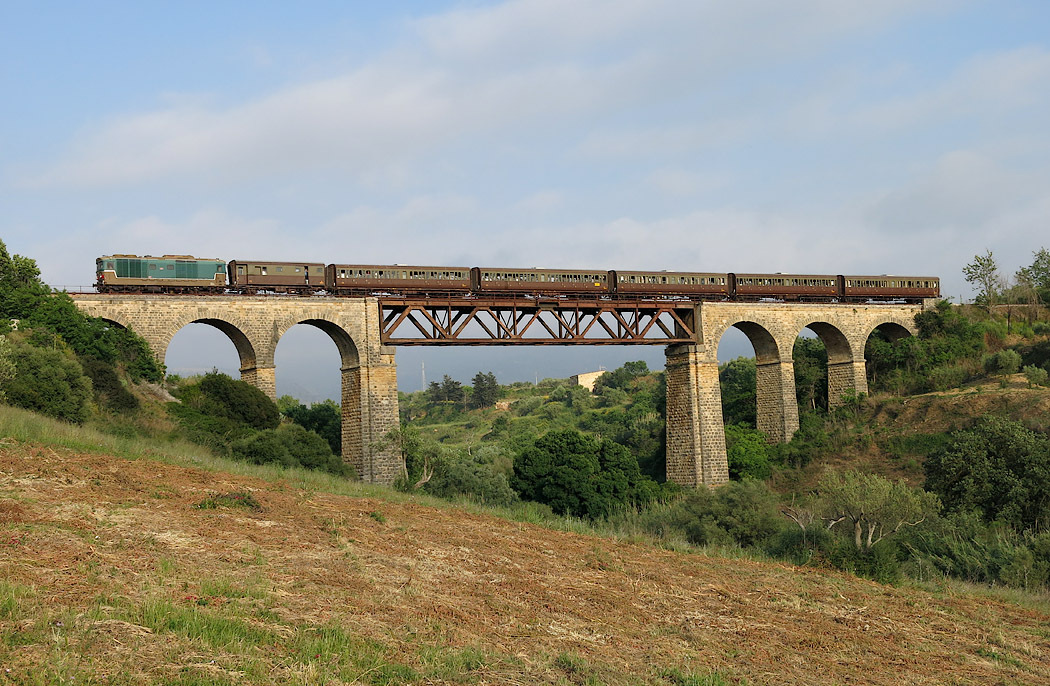
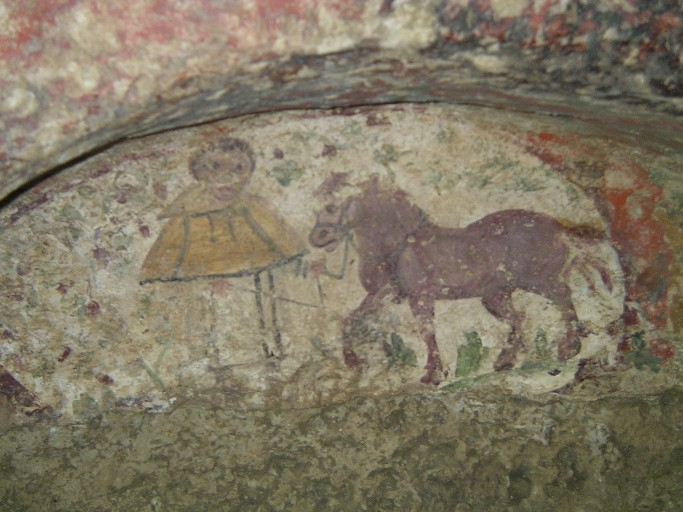

A település népességének változása:
| Lakosok száma | 38 627 | 38 936 | 39 773 |
|               | 2017   | 2018   | 2023   |